# Таманаку
Таманаку (Tamanaku, Tamañkú) — мёртвый индейский язык, который принадлежит группе мапойо-яварана центральнокарибской подсемьи карибской языковой семьи, на котором раньше говорили около рек Мапойо и Яварана в Венесуэле. Также похож на язык эньепа.